# Pasquale Scialò
Pasquale Scialò (Naples, 27 janvier 1953 ) est un musicologue et compositeur de musique italien.

## Biographie
Pasquale Scialò enseigne au Conservatoire de Salerne et à l'Université Sœur-Ursule-Benincasa de Naples. En tant que musicologue, outre la rédaction de diverses monographies, il édite l'édition intégrale en six volumes de musique de scène de Raffaele Viviani  et le volume Mozart à Naples dans les lettres de Wolfgang et Léopold. 
Il écrit de la musique pour le théâtre, le cinéma, la radio et la télévision. Parmi ses œuvres les plus significatives, figurent, en 1992, Veglia, oratorio pour solistes, groupe vocal et orchestre de chambre, avec un livret de Giuseppe Conte, avec des scènes et des sculptures de Mimmo Paladino, dirigé par Mario Martone, en 2000 la colonne sonore du film Loin dans le fond des yeux de Giuseppe Rocca, en 2021 la musique originale d' Ariaferma de Leonardo Di Costanzo, nommé pour le prix David di Donatello de la meilleure bande originale.

## Principaux travaux
- La chanson napolitaine : des origines à nos jours, Rome, Newton, 1995
- Histoires de musique, introduction par Ugo Gregoretti, Naples, Guide, 2010
- Histoire de la chanson napolitaine : 1824-1931, volume 1, Vicenza, Neri Pozza, 2017
- Histoire de la chanson napolitaine : 1932-2003, volume 2, Vicenza, Neri Pozza, 2021